# Povo Onge
Os Onge (em hindi:  ओन्गी), escritos também como Önge ou Ongee, são um dos grupos étnicos andamaneses adivasi, das Ilhas Andamão, na Baía de Bengala. São por vezes classificados como "Negritos". Estavam dantes distribuídos pela Pequena Andamão e ilhéus próximos, com algum território e acampamentos estabelecidos na ilha Rutland e parte sul da Andamão do Sul. Este grupo étnico seminómada era totalmente caçador-recolector.
A população dos Onge reduziu-se substancialmente na sequência da colonização indiana, de cerca de 672 em 1901 para menos de 100.

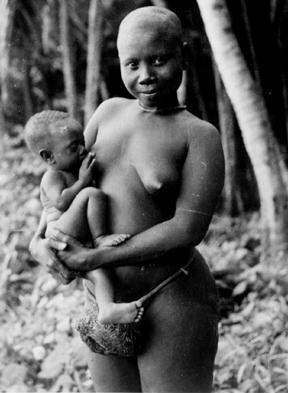
Mãe e filho Onge